# Aspeler-Schmales Meer
Das Naturschutzgebiet Aspeler-Schmales Meer liegt auf dem Gebiet der Stadt Rees im Kreis Kleve in Nordrhein-Westfalen, ist seit 2010 als Schutzgebiet ausgewiesen und umfasst eine Fläche von 23 Hektar.
Es dient insbesondere dem Schutz und Erhalt zweier landschaftlich bedeutsamer Altwässer sowie eines Biotopkomplexes aus Altwassern, strukturreichem Grünland und altem parkähnlichen Baumbestand. Das Entwicklungsziel ist die Schaffung eines naturnahen Stillgewässers durch die Anlage von Flachwasserzonen und die Entwicklung von extensiv genutztem (Feucht-)Grünland. 
Das Gebiet erstreckt sich nahe der Ortschaft Haldern und gehört zum Außenbereich von Haus Aspel.

## Bedeutung
Die Festsetzung als Naturschutzgebiet erfolgt insbesondere: 
- zum Schutz und Erhalt zweier landschaftlich bedeutsamer Altwässer im Randbereich der Stromaue südlich der B 8 in der Höhe Groin/Aspel, die aus besonderen vegetationskundlichen, dendrologischen, limnologischen, zoologischen, landschaftlichen und kulturhistorischen Gründen schutzwürdig sind,
- zum Schutz und Erhalt eines Biotopkomplexes aus Altwassern, strukturreichem Grünland, altem parkähnlichen Baumbestand mit einer hohen strukturellen Vielfalt und der Funktion eines Vernetzungsbiotops,
- zur Bewahrung und Wiederherstellung eines günstigen Erhaltungszustandes der natürlichen Lebensräume für Wasservögel, Höhlenbrüter, Libellen sowie Brutvögel / Gastvögel.

## Schutzziele
Schutzziele und Maßnahmen auf der Grundlage des Schutzzweckes sind: 
- Erhaltung von Althölzern,
- Kopfbaumpflege,
- naturnahe Gewässergestaltung,
- Beschränkung der Düngung,
- Beibehaltung der Grünlandnutzung,
- Umwandlung in Grünland,
- extensive Grünlandbewirtschaftung, Beweidung.

Entwicklung des Gewässers bei Haus Aspel zu einem naturnahen Stillgewässer durch Anlage von Flachwasserzonen und bodenständigen Ufergehölzen, Schaffung eines Ackerschutzstreifens auf der Westseite des Schmalen Meeres, Entwicklung von extensiv genutztem (Feucht-)Grünland. 